# NGC 6540
NGC 6540 ist ein 14,6 mag heller und ursprünglich für einen offenen Sternhaufen gehaltener Kugelsternhaufen im Sternbild Schütze. 
Er ist etwa 17.000 Lichtjahre von der Erde entfernt und wurde am 24. Mai 1784 von Wilhelm Herschel mit einem 18,7-Zoll-Spiegelteleskop entdeckt, der ihn dabei mit „pretty faint, not large, crookedly extended, easily resolvable“ beschrieb.